# Dolores French
Dolores French (* 1951 in Louisville, Kentucky) ist eine US-amerikanische Prostituierte und Frauenrechtlerin. French ist Repräsentantin der Hurenbewegung in den USA, Begründerin von HIRE (Hooking Is Real Employment) und Mitorganisatorin der internationalen Hurenkongresse. Sie gilt mit Annie Sprinkle als eine Vorreiterin im Kampf der Prostitution als anerkannte undiskriminierte Arbeitsform.